# Christiansdorf (Freiberg)

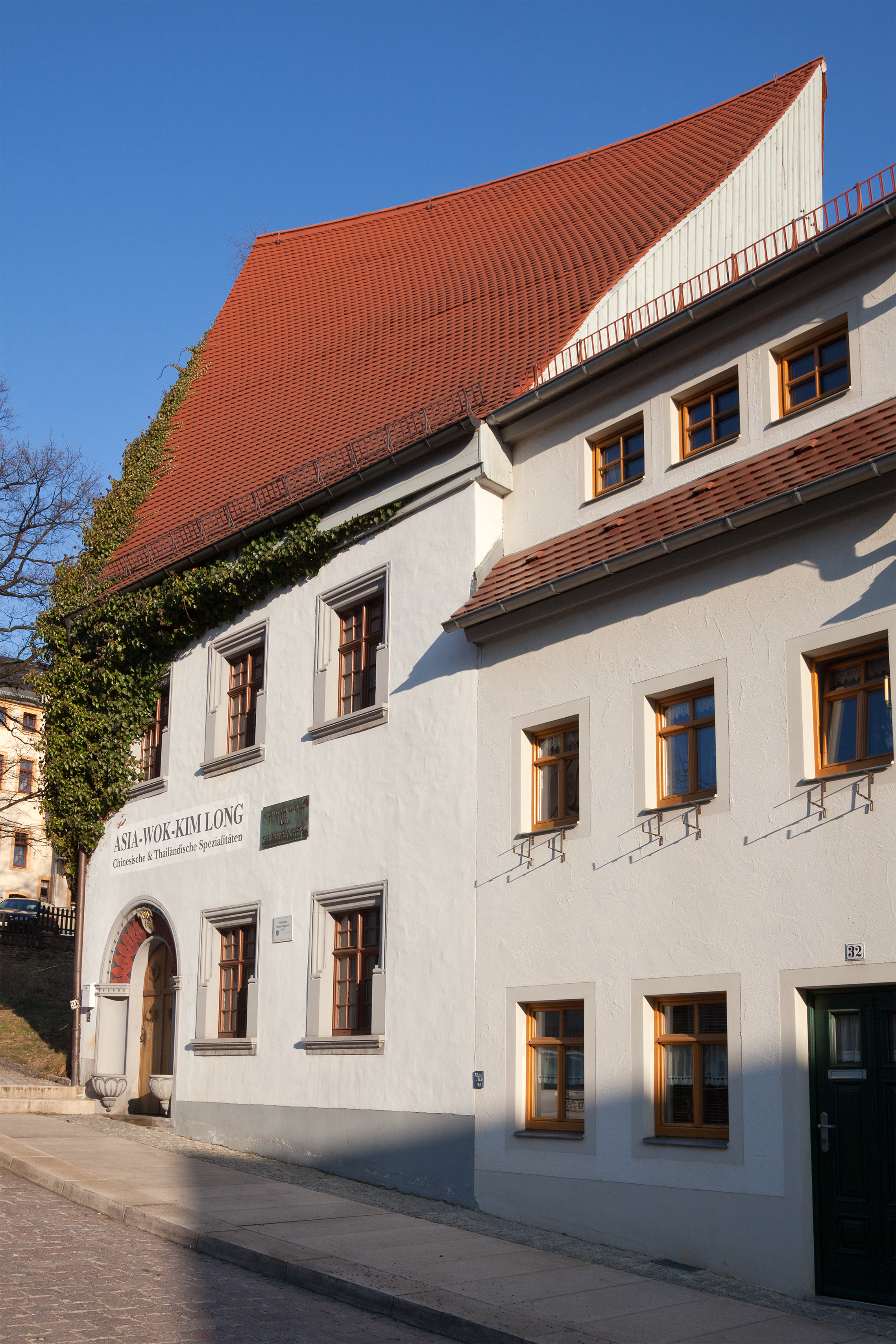
Haus am Schüppchenberg

Christiansdorf, in den Schreibweisen 1183: Christianesdorph und 1185: Christianisdorf, war ein Waldhufendorf und später eine bergmännische Siedlung in der Mark Meißen. Der Ort wurde in den 1160er Jahren gegründet und war eine Vorläufersiedlung der heutigen Stadt Freiberg. Sie befand sich am sogenannten Schüppchenberg, wo heute unter anderem die Berggasse ist. Auf den Fluren von Christiansdorf soll um 1168 den mündlichen Überlieferungen und der Sage nach an eben demselben Schüppchenberg das erste Erz im Freiberger Bergbaurevier und damit im Erzgebirge – gediegenes Silber – gefunden worden sein.

## Trivia
Die Gründung des Dorfes wird in dem Roman Das Geheimnis der Hebamme von Sabine Ebert und in der gleichnamigen Verfilmung beschrieben.